# Kanats de l'Azerbaidjan iranià

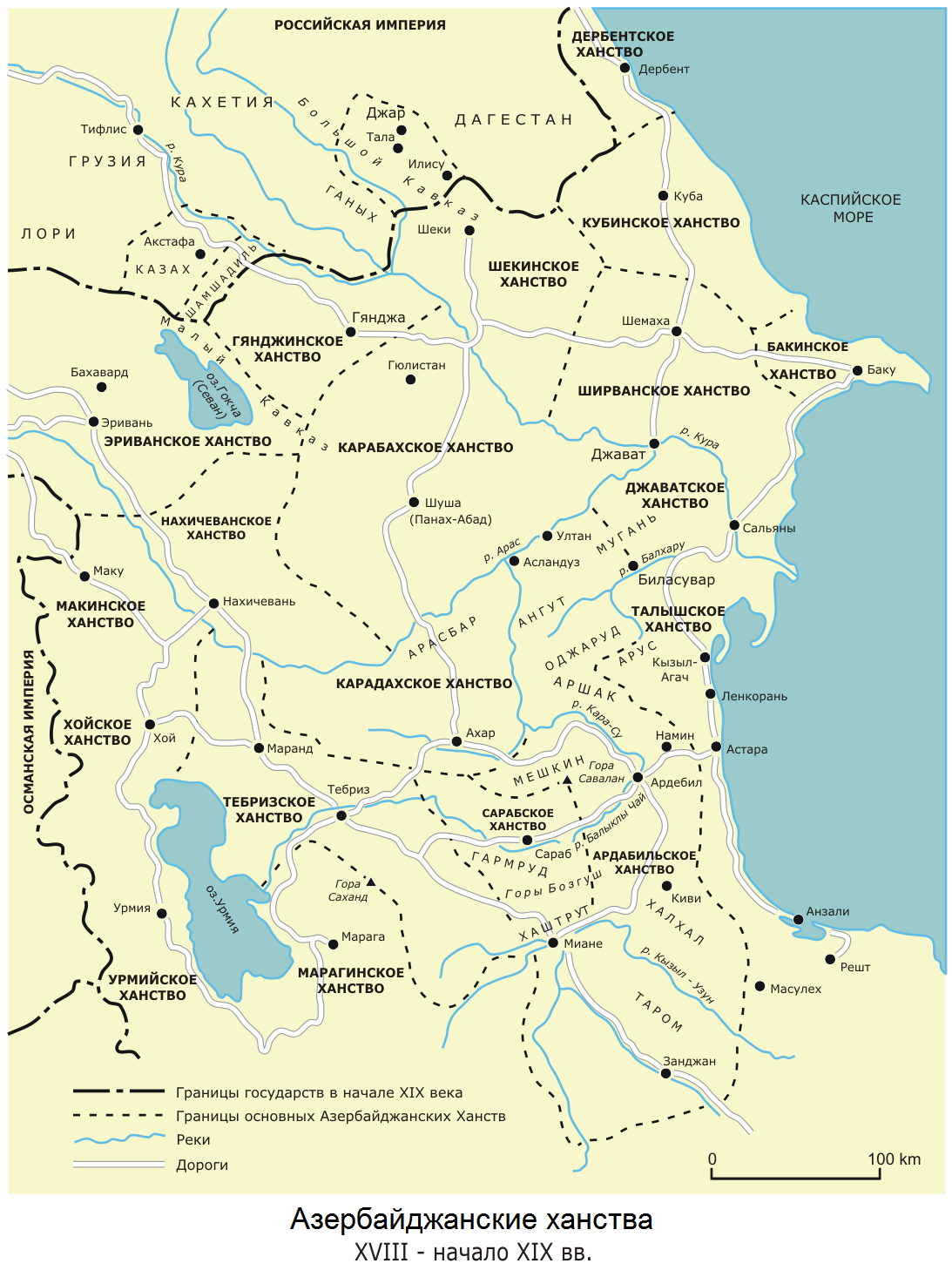
Kanats iranians al Caucas i l'Azerbaidjan iranià, segles XVIII-XIX.

Els kanats de l'Azerbaidjan iranià foren diversos principats establerts a l'Iran a la seva província de l'Azerbaidjan durant la dinastia safàvida i fins a la dinastia Qajar, iogual que es van establir al del nord del riu Araxes (vegeu Kanats del Caucas). Els kanats eren majoritàriament governats per kans d'origen turcman o àzeri.
Els següents kanats van emergir com a part de la Pèrsia de la dinastia Qajar, avui Iran:
- Kanat de Tabriz[3]
- Kanat d'Urmia[4]
- Kanat d'Ardabil[5]
- Kanat de Zanjan
- Kanat de Khoy[6]
- Kanat de Marand
- Kanat de Khalkhal
- Kanat de Sarab[7]
- Kanat de Maku[8]
- Kanat de Karadagh[9]
- Kanat de Maragha[10]